# Ajivica
Ajivica (em sânscrito; IAST: Ājīvika) é uma das escolas násticas ou "heterodoxas" da filosofia indiana. Acredita-se que foi fundado no século V a.C. por Makkhali Gosāla, foi um movimento Xrâmana e um grande rival da religião védica, do budismo primitivo e do jainismo. Os ajivicas eram renunciantes organizados que formavam comunidades discretas.  A identidade precisa dos ajivicas não é bem conhecida, e não está claro se eles eram uma seita divergente dos budistas ou dos jainistas.
As escrituras originais da escola de filosofia Ajivica podem ter existido, mas atualmente estão indisponíveis e provavelmente perdidas. Suas teorias são extraídas de menções de ajivicas nas fontes secundárias da literatura indiana antiga.  As descrições mais antigas dos fatalistas ajivicas e seu fundador Gosala podem ser encontradas nas escrituras budistas e jainistas da Índia antiga. Os estudiosos questionam se a filosofia ajivica foi resumida de forma justa e completa nessas fontes secundárias, pois foram escritas por grupos (como os budistas e jainistas) competindo e adversários da filosofia e das práticas religiosas dos ajivicas. Portanto, é provável que muitas das informações disponíveis sobre os ajivicas sejam imprecisas até certo ponto, e as caracterizações deles devem ser consideradas cuidadosa e criticamente.
A escola Ajivica é conhecida por sua doutrina  Niyati ("destino") de fatalismo absoluto ou determinismo, a premissa de que não há livre arbítrio, que tudo o que aconteceu, está acontecendo e acontecerá é inteiramente preordenado e uma função de princípios cósmicos.  O destino predeterminado dos seres vivos e a impossibilidade de alcançar a liberação (moksha) do eterno ciclo de nascimento, morte e renascimento foi a principal doutrina filosófica e metafísica distinta de sua escola de filosofia indiana. Ājīvikas consideraram ainda a doutrina do carma como uma falácia. A metafísica ajivica incluía uma teoria de átomos que mais tarde foi adaptada na escola vaisesica, onde tudo era composto de átomos, qualidades surgidas de agregados de átomos, mas a agregação e a natureza desses átomos eram predeterminadas por leis e forças cósmicas.  Os ajivicas eram principalmente considerados ateus. Eles acreditavam que em cada ser vivo existe um atmã — uma premissa central do hinduísmo e do jainismo.
A filosofia ajivica, também conhecida como ajiviquismo na erudição ocidental, atingiu o auge de sua popularidade durante o governo do imperador máuria Bindusara, por volta do século IV a.C. Esta escola de pensamento depois declinou, mas sobreviveu por quase dois mil anos através dos séculos XIII e XIV d.C. nos estados do sul da Índia de Carnataca e Tâmil Nadu. A filosofia ajivica, juntamente com a filosofia charvaca, atraiu mais as classes guerreiras, industriais e mercantis da antiga sociedade indiana.

## Etimologia e significado

### Sânscrito
Ājīvika significa "Seguidor do Caminho da Vida". Ajivica (em prácrito: 𑀆𑀚𑀻𑀯𑀺𑀓, ājīvika; em sânscrito:  आजीविक, ājīvika) ou adivica (em prácrito: 𑀆𑀤𑀻𑀯𑀺𑀓, ādīvika) são ambos derivados do sânscrito आजीव (ājīv) que significa literalmente "subsistência, ao longo da vida, modo de vida". O termo ajivica "aqueles que seguem regras especiais em relação ao modo de vida", às vezes conotando "mendicantes religiosos" em textos antigos em sânscrito e páli. 
O nome "ajivica", para toda uma filosofia, ressoa com sua crença central em "sem livre arbítrio" e niyati completo, literalmente "ordem interna das coisas, autocontrole, predeterminismo", levando à premissa de que a boa vida simples não é um meio para a salvação ou moksha, apenas um meio para o verdadeiro sustento, profissão predeterminada e modo de vida. O nome veio a implicar aquela escola de filosofia indiana que vivia um bom e simples modo de vida mendicante por si mesmo e como parte de suas crenças predeterministas, e não por causa da vida após a morte ou motivado por qualquer razões soteriológicas.
Alguns estudiosos escrevem "ajivica" como "ajivaca".